# Bolgatanga
Bolgatanga là thủ phủ vùng Thượng Đông của Ghana, nằm gần biên giới phía bắc với Burkina Faso. Vào năm 2012, dân số thị trấn là 66.685 người.

## Địa lý
Bolgatanga nằm cách thành phố Tamale khoảng 161 km về phía bắc. Nó nằm trong thung lũng sông Volta Đỏ, một tuyến đường di cư chính của loài voi.

### Khí hậu
Bolgatanga có khí hậu bán khô hạn nóng (phân loại khí hậu Köppen BSh). 
| Dữ liệu khí hậu của Bolgatanga          | Dữ liệu khí hậu của Bolgatanga | Dữ liệu khí hậu của Bolgatanga | Dữ liệu khí hậu của Bolgatanga | Dữ liệu khí hậu của Bolgatanga | Dữ liệu khí hậu của Bolgatanga | Dữ liệu khí hậu của Bolgatanga | Dữ liệu khí hậu của Bolgatanga | Dữ liệu khí hậu của Bolgatanga | Dữ liệu khí hậu của Bolgatanga | Dữ liệu khí hậu của Bolgatanga | Dữ liệu khí hậu của Bolgatanga | Dữ liệu khí hậu của Bolgatanga | Dữ liệu khí hậu của Bolgatanga |
| Tháng                                   | 1                              | 2                              | 3                              | 4                              | 5                              | 6                              | 7                              | 8                              | 9                              | 10                             | 11                             | 12                             | Năm                            |
| --------------------------------------- | ------------------------------ | ------------------------------ | ------------------------------ | ------------------------------ | ------------------------------ | ------------------------------ | ------------------------------ | ------------------------------ | ------------------------------ | ------------------------------ | ------------------------------ | ------------------------------ | ------------------------------ |
| Trung bình ngày tối đa °C (°F)          | 32.9 (91.2)                    | 36.0 (96.8)                    | 37.9 (100.2)                   | 37.6 (99.7)                    | 35.8 (96.4)                    | 32.3 (90.1)                    | 30.0 (86.0)                    | 29.7 (85.5)                    | 29.9 (85.8)                    | 33.7 (92.7)                    | 35.5 (95.9)                    | 31.9 (89.4)                    | 33.6 (92.5)                    |
| Tối thiểu trung bình ngày °C (°F)       | 18.8 (65.8)                    | 20.6 (69.1)                    | 24.2 (75.6)                    | 24.8 (76.6)                    | 24.8 (76.6)                    | 22.7 (72.9)                    | 21.9 (71.4)                    | 21.5 (70.7)                    | 21.4 (70.5)                    | 21.2 (70.2)                    | 20.2 (68.4)                    | 18.0 (64.4)                    | 21.7 (71.0)                    |
| Lượng Giáng thủy trung bình mm (inches) | 5.1 (0.2)                      | 5.1 (0.2)                      | 18 (0.7)                       | 25 (1.0)                       | 56 (2.2)                       | 94 (3.7)                       | 140 (5.6)                      | 210 (8.1)                      | 120 (4.7)                      | 38 (1.5)                       | 7.6 (0.3)                      | 5.1 (0.2)                      | 720 (28.4)                     |
| Nguồn: Meoweather.com                   |                                |                                |                                |                                |                                |                                |                                |                                |                                |                                |                                |                                |                                |

## Kinh tế
Trồng trọt và chăn nuôi gia súc là những ngành kinh tế chính của người dân Bolgatanga. Các loại nông sản tại đây bao gồm kê, ngô, đậu lạc, khoai lang, hành và cà chua.

## Giao thông
Thị trấn được phục vụ bởi tuyến đường quốc lộ số 10, nối liền với Tamale và Bongo.